# 本間由樹子
本間 由樹子（ほんま ゆきこ）は、日本の映像作家、アニメーター。
主に、NHKの音楽番組「みんなのうた」などのアニメーションを制作している。

## 作成作品一覧

### みんなのうた
- ◆は5分間1曲枠の楽曲。
- ひらら恋胡蝶 / 池田綾子（2013年2月・3月放送）